# Тон, Чарльз
Чарльз Тон (англ. Charles Thone; 4 января 1924, Хартингтон, Небраска — 7 марта 2018, Линкольн, Небраска) — американский юрист и политик, 34-й губернатор Небраски (1979—1983), член Палаты представителей США от 1-го избирательного округа Небраски (1971—1979).

## Биография
Чарльз Тон родился 4 января 1924 года в небольшом городке Хартингтон, расположенном в округе Сидар штата Небраска. Свои ранние годы он провёл на находившейся к северу от Хартингтона семейной ферме, на которой разводили крупный рогатый скот и свиней, а также выращивали кукурузу. Учился в Хартингтонской школе (англ. Hartington High School), которую окончил в 1940 году.
Во время Второй мировой войны Чарльз Тон три с половиной года служил в Армии США — сначала в пехотных войсках, а затем также в полевой артиллерии и в военно-воздушных войсках. В 1950 году он окончил колледж права Университета Небраски, в том же году начал заниматься юридической практикой в Линкольне. В 1953 году Чарльз Тон женился на Рут Реймонд (Ruth Raymond), впоследствии у них были три дочери — Энн, Мэри и Эми.
В 1950—1951 годах Тон работал заместителем секретаря штата Небраска, в 1951—1952 годах — ассистентом генерального прокурора Небраски, а в 1954—1959 годах он был секретарём («административным ассистентом») сенатора США Романа Храски. В 1959—1971 годах Тон занимался юридической практикой в составе фирмы Davis, Thone, Bailey, Polsky, and Hansen. В 1964 году в качестве кандидата от республиканской партии он принимал участие в выборах вице-губернатора Небраски, но проиграл кандидату от демократической партии Филипу Соренсену.
В 1970 году Чарльз Тон был избран членом Палаты представителей США от 1-го избирательного округа Небраски. После этого он переизбирался на этот пост ещё три раза, в целом проработав в этой должности восемь лет — с января 1971 года по январь 1979 года. В 1977 году Тон был включён в состав Специального комитета Палаты представителей по расследованию убийств, изучавшего дополнительные подробности убийства президента США Джона Кеннеди и анализировавшего выводы комиссии Уоррена. Тот же комитет занимался вопросами, связанными с расследованием обстоятельств убийства лидера гражданского движения за права чернокожих Мартина Лютера Кинга.
В январе 1978 года Чарльз Тон заявил, что он не собирается продолжать свою деятельность в Конгрессе США. Вместо этого он выразил намерение участвовать в предстоящих выборах губернатора Небраски. В мае того же года Тон выиграл первичные выборы от республиканской партии, а на выборах губернатора штата, состоявшихся 7 ноября 1978 года, он набрал 54 % голосов и победил кандидата от демократической партии — действующего вице-губернатора Джеральда Уэлана.
Чарльз Тон вступил в должность губернатора штата 4 января 1979 года. В период его губернаторского срока в штате был принят закон об абортах, а также сначала понижены, а затем повышены налоги на доходы физических и юридических лиц. Обратное повышение налогов, вызванное ухудшившимся состоянием сельского хозяйства штата, способствовало понижению популярности Тона у избирателей. Это явилось одной из причин того, что на следующих выборах губернатора штата, состоявшихся в ноябре 1982 года, Тон с небольшой разницей в голосах уступил кандидату от демократической партии — ветерану Вьетнамской войны Бобу Керри.
После окончания срока губернаторских полномочий Тон продолжил свои занятия частной юридической практикой. Он скончался 7 марта 2018 года в своём доме в Линкольне в возрасте 94 лет, а 3 мая того же года в возрасте 86 лет скончалась его жена Рут Реймонд Тон.